# 等觉寺
等觉寺位于云南省巍山县南诏镇报国街，又名“报国寺”。街由此得名。等觉寺始建于南诏，明代重建。清咸丰同治年间兵燹，仅存正殿及双塔。正殿又名“太阳宫”，创建于明永乐十六年（1418年），单檐歇山，面阔五间，长18.2米；进深四间，长16.1米。四周设廊，正面及两侧檐下施斗栱，后檐以垂柱，花板装饰。太阳宫用材粗大，是明代早期地方建筑的代表。
明成化元年（1465年），土知府左琳及其母张氏于等觉寺山门外建双塔供养。双塔形制相同，东西相对，为九层密檐方塔。咸同之后渐塌，东塔存七层，西塔存两层。近年大修，恢复为初建时原貌。
清光绪年间，于太阳宫东侧建禄位祠，祀云贵总督林则徐，故又称林公祠；于太阳宫西侧建昭忠祠，祀咸同年间阵亡、殉难者。民国时期，昭忠祠改祀抗日阵亡将士。

## 图片
- 等觉寺双塔